# 葛飾北英
葛飾 北英（かつしか ほくえい、生没年不詳）とは、江戸時代の浮世絵師。

## 来歴
葛飾北斎の門人とされる。俗名不明、桃華園と号す。作は日本浮世絵博物館所蔵の「鐘馗図」（絹本着色）のほかには知られない。この絵には「桃華園北英筆」の落款と花押があるが、落款の「北」の字が北斎の文化期の書体に似ているという。なお『葛飾北斎伝』下巻には北斎の門人の中に「北英　雪花楼と号す、大坂の人」とあるが、この「鐘馗図」を描いた北英と同一人物かどうかは明らかではない。